# Rafael del Pino Calvo-Sotelo
Rafael del Pino Calvo-Sotelo (Madrid, 14 de juliol de 1958) és un empresari espanyol i president executiu de Ferrovial.

## Biografia
Enginyer de Camins, Canals i Ports per la Universitat Politècnica de Madrid (1981) i MBA per la MIT Sloan School of Management el 1986, és fill de Rafael del Pino i Ana María Calvo-Sotelo, germana de l'expresident del govern espanyol Leopoldo Calvo-Sotelo. Va ser conseller delegat de Grup Ferrovial des de 1992 fins a 1999, i és president executiu de la companyia, fundada el 1952 pel seu pare, Rafael del Pino. En 2015 la família Del Pino va aconseguir el 43% de les accions de Ferrovial.
Rafael del Pino és membre del Consell d'Administració de Zurich i l'International Advisory Board de Blackstone. A més, està involucrat al món acadèmic, com a membre del MIT Corporation, el MIT Energy Initiative’s External Advisory Board i el MIT Sloan's European Advisory Board. També forma part del International Advisory Board de l'IESE i del Harvard Business School European Advisory Board. El 2014 fou escollit acadèmic de la Reial Acadèmia d'Enginyeria d'Espanya.